# Sutješčica
Sutješčica är en ort i Bosnien och Hercegovina.   Den ligger i entiteten Federationen Bosnien och Hercegovina, i den centrala delen av landet, 22 km norr om huvudstaden Sarajevo. Sutješčica ligger 568 meter över havet och antalet invånare är 159.
Terrängen runt Sutješčica är kuperad. Runt Sutješčica är det ganska tätbefolkat, med 93 invånare per kvadratkilometer.. Närmaste större samhälle är Visoko, 8,7 km sydväst om Sutješčica. 
I omgivningarna runt Sutješčica växer i huvudsak lövfällande lövskog.